# Дамаскін (Архієпископ Афінський)
Дамаскін (грец. Αρχιεπίσκοπος Δαμασκηνός; в миру Димітріос Папандреу, грец. Δημήτριος Παπανδρέου; 3 березня 1891 — 20 травня 1949) — ієрарх Елладської православної церкви, з 1941 до своєї смерті — архієпископ Афінський та всієї Еллади. Тимчасовий правитель («регент») Греції до повернення короля Георга II до країни. Прем'єр-міністр Греції (жовтень 1945). Серед багатьох почестей, які він отримав, він був проголошений "Праведником народів світу" - титул, який дається тим, хто рятував життя євреїв під час війни.

## Життєпис
Народився 3 березня 1891 року в Дорвиці. У званні рядового був учасником війни 1912–1913 років. 1917 року вступив до монастиря, де став ченцем, узявши ім'я Дамаскин. 1918 року був призначений настоятелем монастиря Пенделі.

## Єпископське служіння
- 1922 року став єпископом Коринфським.
- 1938 був обраний архієпископом Афінським, предстоятелем Елладської православної церкви. У зв'язку з тим, що він відкрито виступав проти режиму Іоанніса Метаксаса, його обрання було оголошено недійсним, й виконувати обов'язки глави церкви було доручено єпископу Трапезундському Костянтину. Тоді Дамаскин залишив Грецію та оселився у гірському монастирі у Фанеромені.

### Предстоятель Церкви
- З 1941 року — архієпископ Афінський та всієї Еллади. Духовний лідер опору гітлерівській окупації. Відіграв значну роль у порятунку євреїв, надсилаючи владі та оприлюднюючи листи протесту.
- У 1945—1946 роках — регент Греції. Для кращого контролю над ситуацією призначив сам себе на пост прем'єр-міністра країни.

Помер в Афінах 20 травня 1949. Похований на Першому афінському кладовищі.